# Anemoon-en-ruitroest
De anemoon-en-ruitroest (Tranzschelia anemones) is een schimmel behorend tot de Tranzscheliaceae. Deze autoecische, biotrofe parasiet vormt spermogonia en telia op het blad van anemoon (Anemone) en ruit (Thalictrum).

## Beschrijving
De aangetaste planten zijn misvormd, bleker en bloeien meestal niet; de bladeren zijn smaller en verdikt. De conische spermogonia komen voor aan de onderkant van de bladeren en zijn zwart en onopvallend. Ze vormen geen peridium. De telia komen zowel onder- als bovenzijdig voor. De teliosporen zijn (1-) 2 (-3) cellig en meten 26-55 × 15-30 μm met een bruine sporenwand tussen 1,5 en 3 µm dik. De sporen zijn geornamenteerd met puntige wratten. Ze hebben in elke cel één kiempore.

## Gelijkende soorten
- Op anemoon microscopisch te onderscheiden door de 3-cellige teliosporen, die snel uiteenvallen waardoor ze dan 1-cellig lijken. De bosanemoon-lijsterbesroest (Ochropsora ariae) veroorzaakt ook misvormingen, maar vormt op anemoon alleen spermogonia en aecia.

- Op ruit (Thalictrum) de enige roest die telia vormt.

## Verspreiding
De anemoon-en-ruitroest komt voor in Europa en Noord-Amerika. In Nederland komt de schimmel vrij zeldzaam voor (vanaf 1835 ca. 20× gemeld), maar onvoldoende geïnventariseerd.

## Foto's

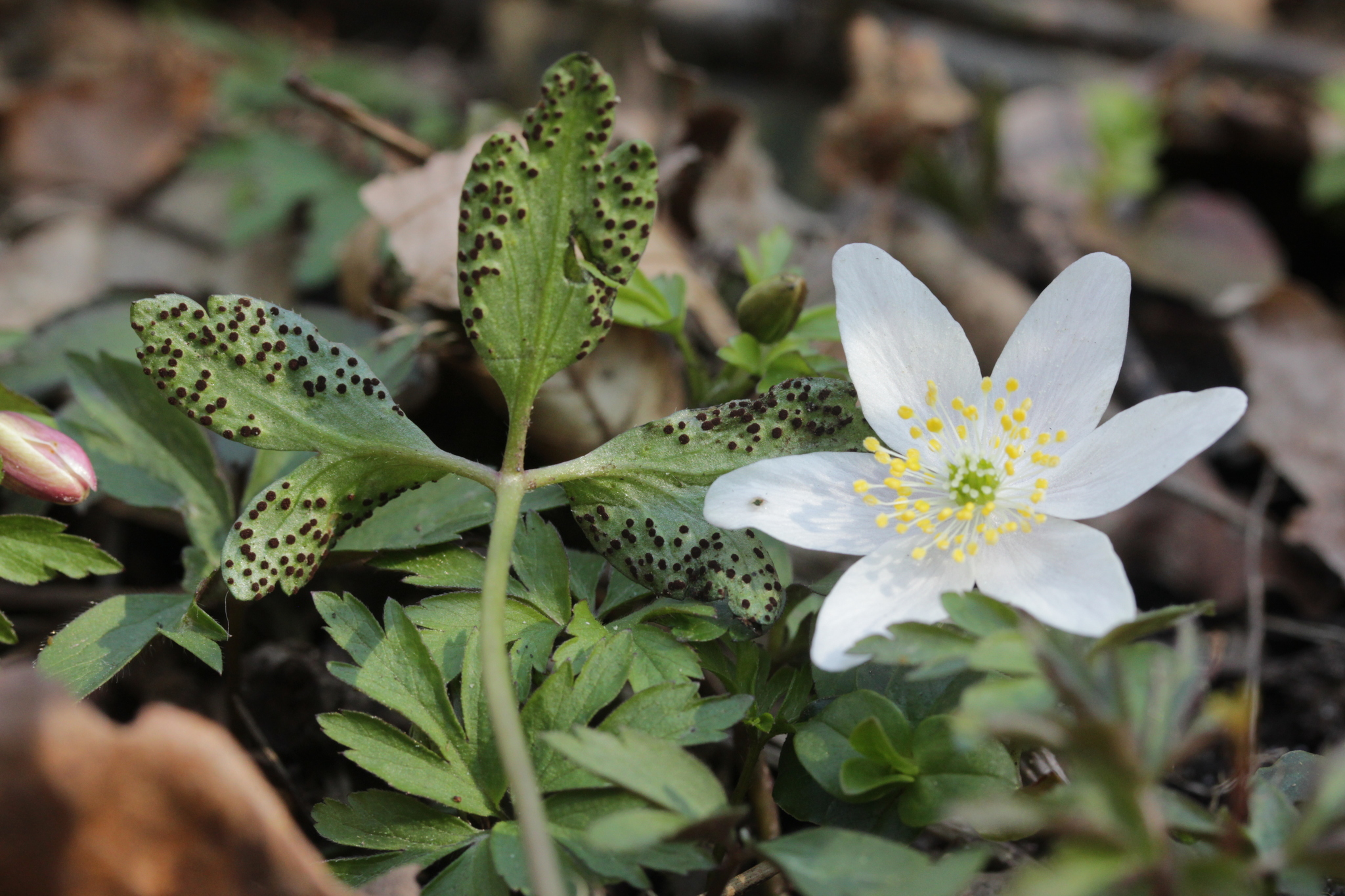
Telia op bosanemoon
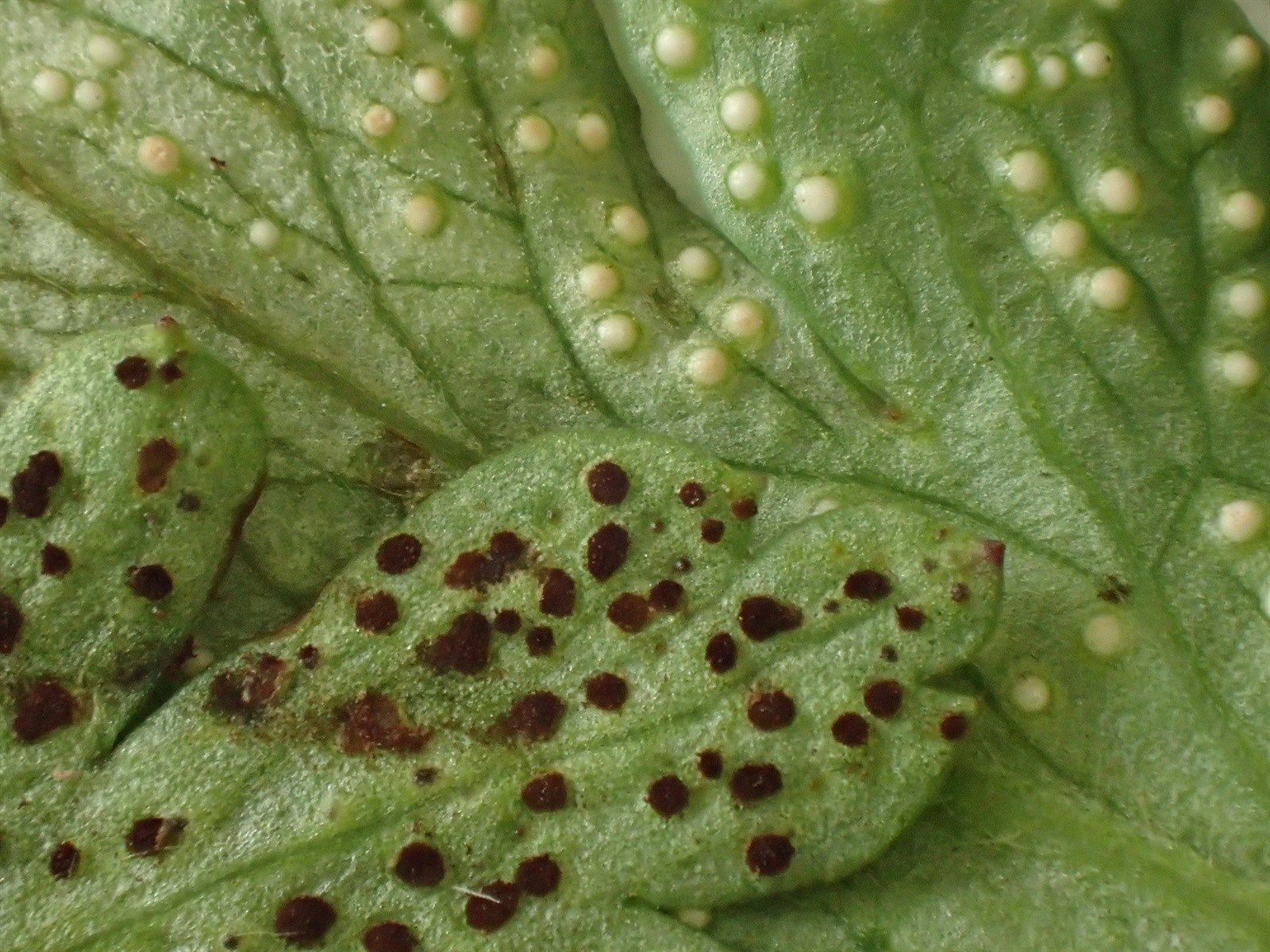
Telia op bosanemoon
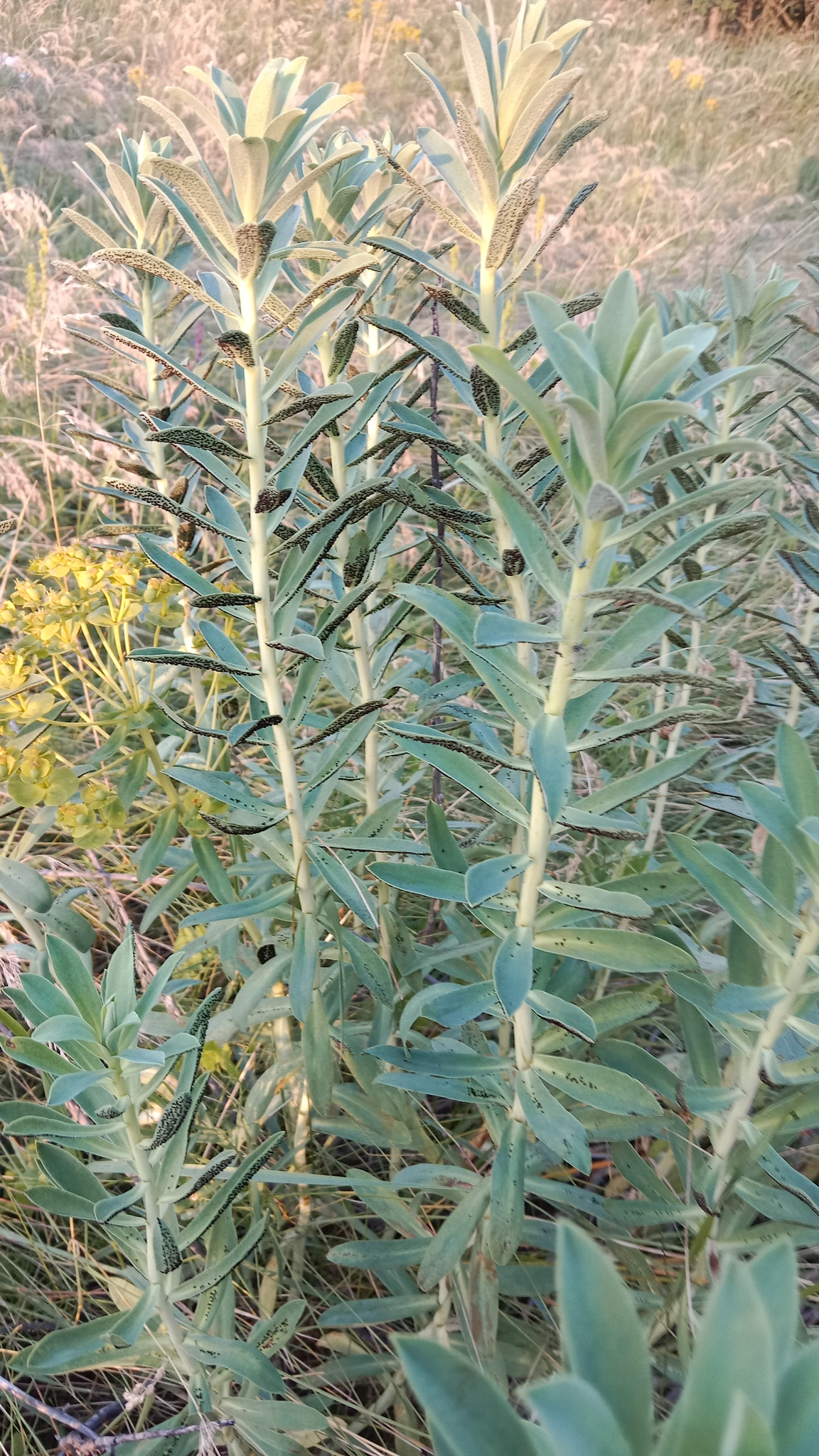
Telia op ruit
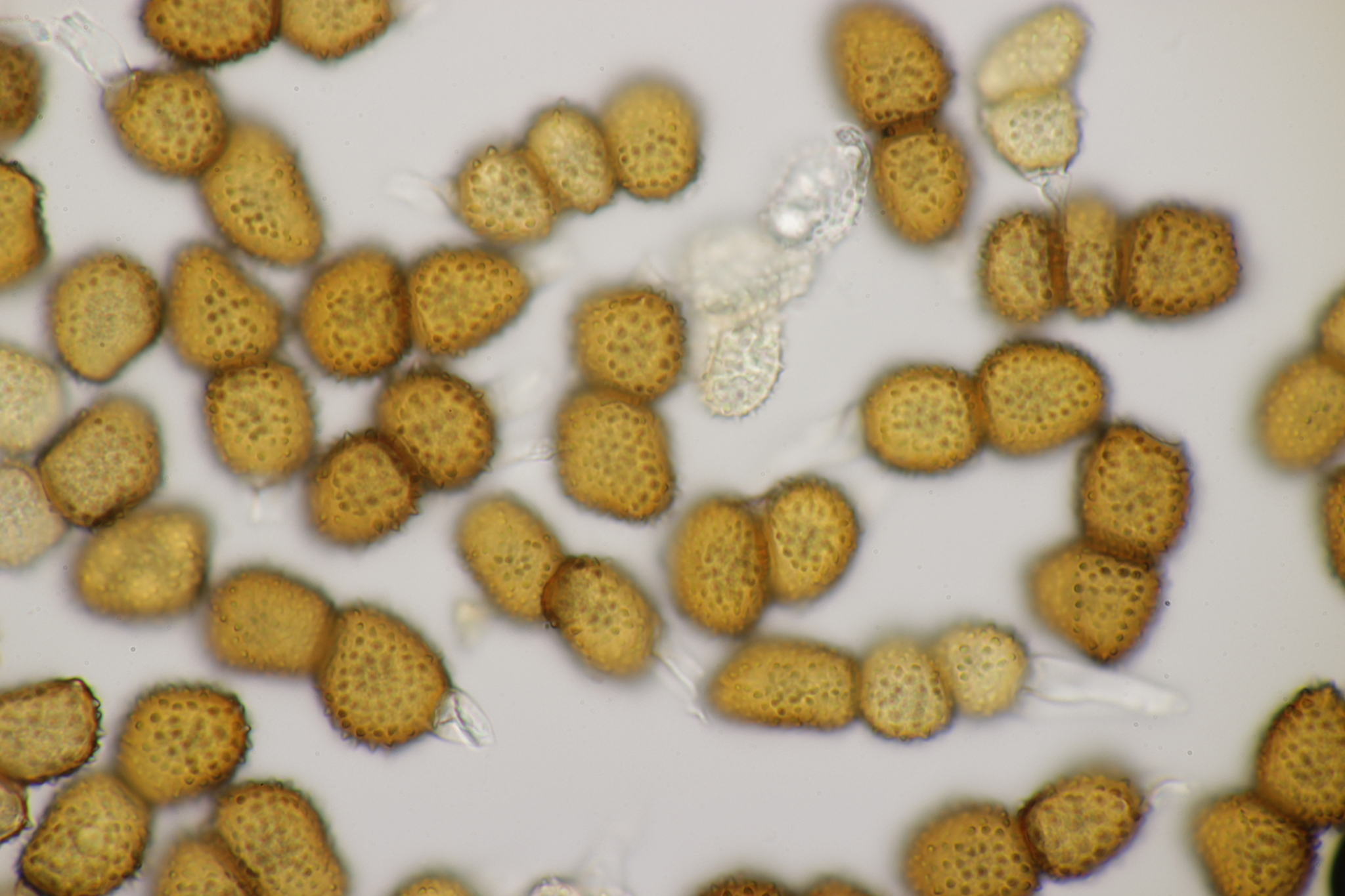
Teliosporewanden